# Malpartida e Vale de Coelha
Malpartida e Vale de Coelha (llamada oficialmente União das Freguesias de Malpartida e Vale de Coelha) es una freguesia portuguesa del municipio de Almeida, distrito de Guarda.

## Historia
Fue creada el 28 de enero de 2013 en aplicación de una resolución de la Asamblea de la República de Portugal promulgada el 16 de enero de 2013 con la unión de las freguesias de Malpartida y Vale de Coelha, pasando su sede a estar situada en la antigua freguesia de Malpartida.

## Demografía
| Gráfica de evolución demográfica de Malpartida e Vale de Coelha entre 2011 y 2021 |
|                                                                                   |
| Datos según el nomenclátor publicado por el INE portugués.                        |